# Джон Баскервіль
Джон Ба́скервіль (англ. John Baskerville; 28 січня 1706, Вулверлі — 8 січня 1775) — англійський друкар і видавець.

## Біографія
Народився 28 січня 1706 року в м. Вулверлі (Wolverley) в графстві Вустершир. З сімнадцяти років почав працювати калліграфом і гравірувати надгробні пам'ятники. Поступив у лакову майстерню в Бірмінгемі, де за декілька років роботи зробився заможною людиною. Серйозно захопився типографією. У 1750 році відкрив у Бірменгеме власну друкарню та зайнявся пошуками шляхів її вдосконалення, покращуючи шрифти, друкарський верстат, фарбу і папір. Саме він ввів «гарячий прес» — каландрування, коли вологі листи паперу проганялися між нагрітими мідними барабанами. Поверхня паперу ставала гладшою, на ній стало можливим друкувати тонші букви і малюнки. Він же може вважатися родоначальником сучасної типографії: відсунувши ілюстрації на другий план, Баскервіль надавав величезне значення якості набору, малюнку букв, зручним пропускам і гармонійному інтерліньяжу. Зараз ми називаємо все це в комплексі «легкістю» для читання.
Шрифти для Баскервіля різав його постійний гравер Джон Генді (John Handy), що пропрацював на нього не менше 28 років.
Перша книга (видання Вергілія) вийшла з друкарні Баскервіля в 1757 році (тільки через 7 років після початку роботи). У наступному, 1758 року він видає «Втрачений Рай» Мілтона і стає офіційним видавцем Кембріджського університету. Саме тут він випускає збірку молитов — «Book of Common Prayer», а трохи пізніше — своє знамените видання Нового Заповіту, що було опубліковано в 1763 році. Ця книга принесла йому визнання не тільки у Великій Британії, але й на континенті. Проте, виручка від тиражу не покрила витрат на видання і Баскервіль, розчарувавшись, продає свою друкарню. Проте скоро викупляє її назад і продовжує роботу до самої смерті в 1775 році.

## Шрифт Баскервіль/Baskerville

Нью Баскервіль. Класична перехідна антиква на основі малюнків шрифтів Дж. Баскервіля (1757). Дизайнери Дж. Кваранта, М. Картер (1982), дизайнер кириличної версії Тагир Сафаєв (1993). Кирилічна капітель додана в 1997 р.

У XVIII столітті ми спостерігаємо поступову еволюцію шрифтової форми. На початку століття домінувала відкрита антиква старого стилю, як, наприклад, шрифти Вільяма Кезлона, а в кінці сторіччя їх змінила антиква нового стилю Джанбатіста Бодоні і Фірмена Дідо. Шрифти Баскервіля знаходяться в середині цього процесу трансформації і називаються шрифтами перехідного типу (Transitional).
Баскервіль прагнув удосконалити шрифти Кезлона шляхом збільшення контрасту між товстими і тонкими штрихами, роблячи зарубки гостріше, а також міняючи нахил осі овалів у округлих знаків на більш вертикальний. Деякі букви стали ширшими, а їх округлі штрихи за формою стали ближче до правильного кола. Знаки стали регулярнішими і послідовними за розміром і формою.
Оскільки Баскервіль спочатку працював каліграфом і різьбярем по каменю, це надихнуло його на зображення каліграфічно зігнутого хвоста у букви Q і курсивних форм зарубок у великих знаків у курсивному зображенні. Для шрифту характерні також підведений краплевидний елемент вгорі зліва у букви а, незамкнута нижня петля в букві g, увігнуте закінчення вертикального вертикального штриха у G і подовженого нижнього штриха E.
Протягом всього XIX сторіччя шрифти Баскервіля знаходилися в забутті і були відкриті заново тільки на початку ХХ. До речі, справжні набірні каси і друкарські матриці Баскервіля досі зберігаються в Cambridge University Press.
Незважаючи на забуття, шрифти Баскервіля надихнули Бодоні і Дідо ще сильніше і рішучіше змінити шрифтову форму у бік більшого контрасту в штрихах і трактування знаків в більш геометрично витонченому дусі. Гармонія і краса Баскервіля досі надихає графічних
дизайнерів застосовувати його в книгах і журналах. Його елегантність і графічна досконалість роблять Баскервіль прекрасним шрифтом, якщо вам потрібно виразити гідність і традиції.

## Існуючі версії шрифту
Американський книжковий і шрифтовою дизайнер Брюс Роджерс (Bruce Rogers), творець шрифту Сентор (Centaur), захоплений шрифтом Баськервіля, розробив в 1917 році на його основі варіант для використання у видавництві Гарвардського університету. Англійська фірма Монотайп (Monotype), в рамках програми відродження старих шрифтів, випустила свій Баскервіль в 1923 році. Фірма Лінотайп (Linotype) розробила свою версію Баскервіля в 1931 році. Не далі, як в 1980 році компанія Бетхольд (Berthold) випустила свою версію шрифту — Baskerville Book, створену дизайнером Гюнтером Ланге (Gunter Gerhard Lange).